# Johnius goldmani
Johnius goldmani es una especie de pez de la familia Sciaenidae en el orden de los Perciformes.

## Hábitat
Es un pez de mar clima tropical y bentopelágico.

## Distribución geográfica
Se encuentran en las Islas Molucas y Filipinas.

## Observaciones
Es inofensivo para los humanos.